# Hologymnosus longipes
 Hologymnosus longipes és una espècie de peix de la família dels làbrids i de l'ordre dels perciformes.

## Morfologia
Els mascles poden assolir els 40 cm de longitud total.

## Distribució geogràfica
Es troba a Nova Caledònia, Vanuatu i el sud de la Gran Barrera de Corall.